# Comuna Halîna Volea, Stara Vîjivka
Halîna Volea (în ucraineană Галина Воля) este o comună în raionul Stara Vîjivka, regiunea Volînia, Ucraina, formată din satele Halîna Volea (reședința) și Smoleari.

## Demografie
Componența lingvistică a satului Halîna Volea
     Ucraineană (99,83%)
     Alte limbi (0,17%)
Conform recensământului din 2001, majoritatea populației satului Halîna Volea era vorbitoare de ucraineană (99,83%), existând în minoritate și vorbitori de alte limbi.